# Politique à l'Île-du-Prince-Édouard
La politique à l'Île-du-Prince-Édouard est centrée sur un gouvernement provincial construit sur le même modèle que ceux des autres provinces canadiennes. La capitale de la province de l'Île-du-Prince-Édouard est Charlottetown, où réside le premier ministre, la législature provinciale, le lieutenant-gouverneur et le Conseil des ministres.

## Législature
Le gouvernement de l'Île-du-Prince-Édouard est construit sur le modèle de Westminster, avec une législature monocamérale — l'Assemblée législative de l'Île-du-Prince-Édouard — constituée de 27 députés élus dans autant de circonscriptions à peu près égales par le mode de scrutin uninominal majoritaire à un tour. La législature peut siéger pour une durée maximale de cinq ans, comme de coutume dans le système de Westminster, et peut être dissoute à tout moment par le lieutenant-gouverneur (normalement sur conseil du premier ministre). La coutume veut que le Conseil des ministres (actuellement composé de dix membres) soit tiré exclusivement de l'Assemblée législative, et doit jouir de l'appui d'une majorité des députés à l'Assemblée.

## Partis politiques
L'Île-du-Prince-Édouard possède le système bipartite le plus pur de tout niveau de gouvernement au Canada. Depuis son entrée dans la confédération canadienne en 1873, la province a été gouvernée en alternance par le Parti libéral de l'Île-du-Prince-Édouard et le Parti progressiste-conservateur de l'Île-du-Prince-Édouard (qui a eu des noms différents de par le passé).
Dans toute l'histoire de l'Île, seuls trois députés d'un tiers parti provincial ont été élus : Herb Dickieson a siégé pour un seul mandat en tant que député néo-démocrate de West Point—Bloomfield de 1996 à 2000, le vert Peter Bevan-Baker a été élu en 2015 dans Kellys Cross—Cumberland et, l'année suivante, Hannah Bell, du même parti, a remporté l'élection complémentaire dans Charlottetown—Parkdale.

### Parti libéral
Le Parti libéral de l'Île-du-Prince-Édouard, fondé en 1873, est la branche provinciale du Parti libéral du Canada. Il a fréquemment gouverné, parfois pour de longues durées (par exemple de 1891 à 1911 et de 1935 à 1959). Il a 3 députés à l'Assemblée législative.

### Parti progressiste-conservateur
Le Parti progressiste-conservateur de l'Île-du-Prince-Édouard, fondé en 1873, était la branche provinciale du Parti progressiste-conservateur du Canada (et de ses antécédents) jusqu'à ce que le parti fédéral soit dissout en 2003. Il n'est pas formellement affilié au nouveau Parti conservateur du Canada, mais les deux organisations partagent leurs membres, et la plupart des dirigeants du parti ont ouvertement déclaré leur appui au parti fédéral. Le parti adhère fortement à la tradition politique Red Tory. 
Il est actuellement le parti qui forme le gouvernement, avec 22 députés et à sa tête Dennis King, qui est premier ministre de la province.

### Parti vert
Le Parti vert de l'Île-du-Prince-Édouard a été fondé en 2005. Il a 2 députés à l'Assemblée législative.

### Nouveau Parti démocratique
Le Nouveau Parti démocratique de l'Île-du-Prince-Édouard, fondé en 1962, est la branche provinciale du Nouveau Parti démocratique du Canada. Bien qu'habituellement considéré comme l'un des partis politiques majeurs de l'Île, il n'a fait élire qu'un seul député, une seule fois, dans toute son histoire, et termine toujours loin derrière les deux grands partis. Le parti termine habituellement en troisième place dans chaque circonscription. Des exceptions : en 2000, Herb Dickieson, le député sortant, arrive en deuxième place, et en 1947, un candidat de la CCF termine deuxième dans une circonscription avec un candidat conservateur qui avait été expulsé de son parti. Les néo-démocrates sont actuellement sans représentation à l'Assemblée législative.

## Culture politique
On dit parfois que l'Île-du-Prince-Édouard est ce qui se rapproche le plus de la démocratie directe en Amérique du Nord. Grâce à sa petite population (moins de 143 000 résidents selon le recensement de 2016) et une assemblée législative de bonne taille, chaque député représente 4 000 personnes au plus. Les circonscriptions sont habituellement très petites, surtout les circonscriptions urbaines. Le résultat est que la plupart des gens connaissent personnellement leur député. Les campagnes électorales provinciales sur l'Île-du-Prince-Édouard ne font pratiquement aucun usage de publicité télévisée ou radiodiffusée, et se font plutôt par le porte-à-porte, les circonscriptions minuscules faisant en sorte qu'il est possible de visiter chaque électeur au cours de la campagne.
La participation électorale sur l'Île-du-Prince-Édouard est la plus élevée de toute l'Amérique du Nord. Par exemple, l'élection de 2003 a eu lieu le lendemain du passage de l'ouragan Juan qui avait provoqué des pannes d'électricité partout sur l'Île et déraciné des arbres, mais le taux de participation était au-delà de 80 %. La participation tend à être moins élevée pour les élections fédérales que lors des élections provinciales. À cause de la petite taille des circonscriptions, une poignée de votes peuvent faire la différence. En 2003, trois députés furent élus par moins de 100 voix, et seulement deux par plus de 1000 voix.
La plupart des analystes politiques considèrent qu'il existe en fait peu de différences philosophiques entre les deux principaux partis politiques, qui préfèrent se tenir près du centre de l'échiquier politique. Bien que les différences soient minimales, la politique prince-édouardienne est caractérisée par une partisanerie extrême et un haut degré d'identification avec un ou l'autre des partis. Plus que dans toute autre province, l'affiliation politique est reliée à l'affiliation traditionnelle au sein des familles. Cet élément fortement traditionaliste explique en partie le manque de succès du NPD.
Le patronage est un élément important de la politique prince-édouardienne, et est une pratique très acceptée depuis des générations. Récemment, des décisions judiciaires se fondant sur la Charte canadienne des droits et libertés ont remis en question cette longue tradition.

## Enjeux
À cause de la tendance fortement centriste qui caractérise les deux partis majeurs, les élections se font rarement sur des programmes diamétralement opposés, se déroulant plutôt sur une collection d'enjeux locaux. Récemment, une question importante est l'avenir des cinq hôpitaux ruraux de l'Île, dont la pertinence est remise en question par la population de plus en plus urbanisée.
Le budget de l'Île-du-Prince-Édouard dépend en grande partie des paiements de péréquation du gouvernement fédéral. L'économie se base fortement sur l'agriculture, la pêche et le tourisme ; il n'y a aucune ressource naturelle ni de secteur industriel (quoique la manufacture de composantes avioniques croît en importance). Le budget du gouvernement provincial est souvent déficitaire, étant donné le manque de revenus locaux et la dépendance vis-à-vis des fonds fédéraux. La maintenance des industries traditionnelles est souvent débattue, ainsi que le besoin de diversifier l'économie de la province.

## Politique fédérale
Selon la constitution canadienne, l'Île-du-Prince-Édouard a droit à quatre sièges au Sénat du Canada, avec un minimum correspondant de quatre sièges à la Chambre des communes du Canada. Le résultat est que l'Île-du-Prince-Édouard est surreprésentée de façon considérable au Parlement du Canada ; c'est aussi le cas, à des degrés différents, de sept des dix provinces canadiennes.
Actuellement, l'Île-du-Prince-Édouard est considérée comme un bastion du Parti libéral du Canada, ayant été représentée exclusivement par des députés libéraux depuis 1988 ; aucun député non libéral n'a été élu depuis 1984. En 2006, elle est l'une des deux provinces, avec l'Alberta, à accorder plus de 50 % de ses voix à un seul parti. Ce phénomène est attribuable à l'effondrement total et à la dissolution du Parti progressiste-conservateur du Canada, qui avait précédemment été en position de dominance sur l'Île pour la plus grande partie du XXe siècle. Le Parti réformiste/allianciste rejetait la philosophie Red Tory, et le Parti conservateur du Canada n'a toujours pas été accepté comme successeur légitime des anciens progressistes-conservateurs. Le Nouveau Parti démocratique fédéral n'a jamais récolté beaucoup d'appuis à l'Île-du-Prince-Édouard, bien qu'il connaisse un plus grand succès que sa branche provinciale.